# Breadalbane (ort i Australien)
Breadalbane är en ort i Australien. Den ligger i kommunen Northern Midlands och delstaten Tasmanien, i den sydöstra delen av landet, omkring 150 kilometer norr om delstatshuvudstaden Hobart. Antalet invånare är 244.
Runt Breadalbane är det glesbefolkat, med 11 invånare per kvadratkilometer.. Närmaste större samhälle är Launceston, omkring 10 kilometer nordväst om Breadalbane. 
Trakten runt Breadalbane består till största delen av jordbruksmark. Genomsnittlig årsnederbörd är 967 millimeter. Den regnigaste månaden är augusti, med i genomsnitt 119 mm nederbörd, och den torraste är februari, med 41 mm nederbörd.